# Prins Hendrikstraat (Paramaribo)
De Prins Hendrikstraat is een straat in Paramaribo die loopt van de Van Roseveltkade naar de Verlengde Mahonylaan.

## Bouwwerken
Aan het eind van de Van Roseveltkade gaat de straat naar rechts en vervolgt dan als Prins Hendrikstraat. Links is de ingang van het Mgr. Aloysius Zichem Sportcentrum, met aan de Sommelsdijkse Kreek op hetzelfde terrein Muziekschool Bellas Artes, en na de kruising met de Koninginnestraat het Sint Vincentius Ziekenhuis.
In de straat zijn verder onder meer gevestigd het ministerie van Ruimtelijke Ordening en Milieu, het directoraat Jeugd, de Vereniging Surinaams Bedrijfsleven en de Stichting Productieve Werkeenheden. Aan de linkerzijde is er nog een afslag naar Ons Erf. Hier bevindt zich een basketbalveld, het voormalige vormingscentrum van het Bisdom Paramaribo en het kindermuseum Villa Zapakara. De straat eindigt bij de Verlengde Mahonylaan.
Aan het begin van de 21e eeuw bevond zich in de straat het meisjesinternaat Rajput. Tussen 2013 tot 2017 was op nummer 6 de Argentijnse ambassade gevestigd.

### Monument
Het volgende pand in de Prins Hendrikstraat staat op de monumentenlijst:
| Omschrijving | Bouwjaar | Adres                  | Coördinaten                 | Objectnummer? | Afbeelding                    |
| ------------ | -------- | ---------------------- | --------------------------- | ------------- | ----------------------------- |
| woonhuis     |          | Prins Hendrikstraat 12 | 5° 49' 51" NB, 55° 9' 9" WL | CPO 063       | Meer afbeeldingen Upload foto |

## Gedenkteken

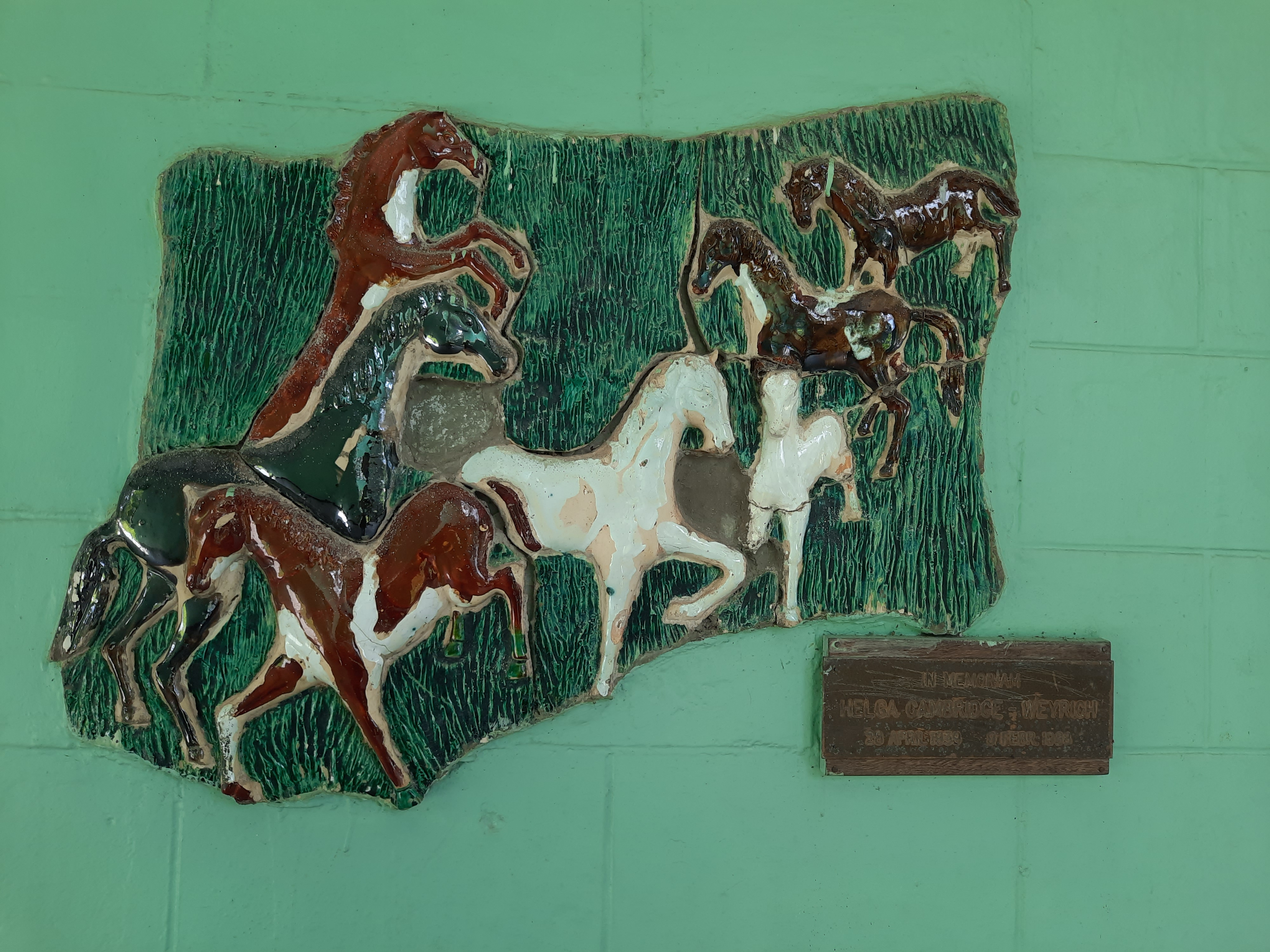
Kunstwerk met paarden en plaquette:
In memoriam
Helga Cambridge - Weyrich
28 april 1839 8 februari 1938

Op Ons Erf bevindt zich op het voormalig vormingscentrum van het Bisdom Paramaribo een kunstwerk met paarden en een plaquette ter herinnering aan Helga Cambridge-Weyrich.
| Onderwerp               | Type      | Kunstenaar | Onthulling | Locatie | Omschrijving          |
| ----------------------- | --------- | ---------- | ---------- | ------- | --------------------- |
| Helga Cambridge-Weyrich | plaquette | onbekend   | onbekend   | Ons Erf | Kunstwerk met paarden |